# Syksta Niklewska
Syksta Waleria Niklewska ABMV (ur. 5 grudnia 1914 w Brodnicy, zm. 11 września 2000 w Pleszewie) – polska służebniczka, socjolożka, więźniarka stalinowska.

## Życiorys
Waleria Niklewska urodziła się w rodzinie krawca i właściciela kamienicy Filipa Niklewskiego i Leonardy z d. Balewskiej, w Brodnicy 5 grudnia 1914 roku. Jej ojciec zmarł w 1918 roku. Waleria ukończyła Prywatne Gimnazjum Żeńskie w Brodnicy w 1934 roku. W tym samym roku wstąpiła do Zgromadzenia Sióstr Służebniczek Niepokalanego Poczęcia Najświętszej Maryi Panny (prowincja w Pleszewie), które posiadały placówkę w jej rodzinnym mieście. W zgromadzeniu otrzymała imię zakonne Syksta. Po odbyciu postulatu i nowicjatu przełożeni wysłali s. Sykstę na studia z socjologii i etnografii w Wyższym Katolickim Studium Społecznym w Poznaniu. Mieszkała wówczas w domu zgromadzenia na ul. Stromej.
Po zajęciu Polski przez Niemców w 1939 roku s. Syksta trafiła do Warszawy. Mieszkała w klasztorze służebniczek przy ul. Nowogrodzkiej 49, w którym miał swoją siedzibę Dom Katolicki „Roma”. Została zatrudniona jako kasjerka kuchni dla dorosłych i magazynów Rady Głównej Opiekuńczej oraz księgowa Archidiecezjalnego Związku „Caritas”. Podczas okupacji siostra zajmowała się kolportażem prasy podziemnej. W latach 1942–1943, będąc księgową i wychowawczynią domu dziecka w Czersku, ukrywała siedmioro dzieci żydowskich. Od stycznia 1944 prowadziła punkt finansowy jednostki Armii Krajowej „Józio”.
Po wojnie s. Syksta pracowała we Wronkach (dom dziecka) oraz w Pleszewie (nauczycielka w prywatnej szkole szycia). Śluby wieczyste złożyła w 1945 roku. W 1946 roku ukończyła studia w Poznaniu, broniąc pracę dyplomową, pt. Studium socjologiczne wsi łowickiej Retki. W maju 1947 roku władze prowincji ponownie skierowały ją na placówkę na ul. Nowogrodzką w Warszawie. Została zatrudniona w charakterze księgowej i intendentki w Domu Akcji Katolickiej im. papieża Piusa XI. W miejscu tym spotykała się z biskupem Czesławem Kaczmarkiem, który zatrzymywał się w klasztorze podczas pobytów w stolicy w latach 40. i 50. Okoliczności zostały użyte przez władze państwowe do wmieszania s. Syskty w intrygę przeciwko bp. Kaczmarkowi.
Po aresztowaniu bp. Kaczmarka w 1951 roku, do klasztoru na Nowogrodzkiej przyjechał skarbnik kurii kieleckiej, ks. Jan Danilewicz. Siostra Syksta została poproszona o pomoc w ustaleniu miejsca uwięzienia ordynariusza kieleckiego. Ustalono, iż biskup jest więziony na Mokotowie. Po aresztowaniu ks. Danilewicza, siostra zaobserwowała, że jest śledzoną. Wypytywano też o nią pracowników Domu Akcji Katolickiej. Siostrę aresztowano 6 lutego 1952 roku na podstawie artykułu 7 Małego Kodeksu Karnego. Została osadzona w areszcie na Rakowieckiej w Warszawie.
W areszcie przebywała w trzyosobowej celi, w której panowały bardzo złe warunki. Aresztowanym nie wolno było w ciągi dnia siadać, a nocą budzono włączaniem i wyłączaniem światła. Racje żywnościowe były niewystarczające, a nawet nienadające się do spożycia. Opresja polegała również na częstych i długich przesłuchaniach, wystawianiu na mróz, lodowatych lub wrzących kąpielach. Nie poinformowano uwięzionej o śmierci jej matki. Starano się s. Sykstę złamać fizycznie i psychicznie. Jej waga spadła do 35 kg. Miała stały nieżyt żołądka i nabawiła się gośćca stawów przez spanie na gołej ziemi lub posłaniach z mokrą słomą. Siostra podpisała protokół zakończenia śledztwa pod koniec sierpnia 1953 roku. Wówczas zaczęto ją dokarmiać i prawdopodobnie dodawano do jedzenia substancji tuczących.
Za przygotowanie zakonnicy do wystąpienia przed sądem odpowiedzialny był osobiście zbrodniarz stalinowski płk Józef Różański. Siostra miała przemawiać ściśle według przygotowanego scenariusza. Różański nalegał, by oskarżyła Dom Akcji Katolickiej jako ośrodek koordynujący akcję szpiegowską, ale ta kategorycznie odmówiła. Jako swojego świadka obrony s. Syksta wskazała ks. Jana Czuja. Siostra zeznawała trzeciego dnia pokazowego procesu przeciwko bp. Kaczmarkowi. Oskarżenie dotyczyło domniemanego szpiegostwa na rzecz Stanów Zjednoczonych. Pod przymusem i będąc szykanowaną, przyznała się do stawianych zarzutów. Wyrok zapadł 22 września 1953 roku. S. Syksta została skazana na pięć lat więzienia w zawieszeniu, utratę praw obywatelskich na okres dwóch lat i przepadek mienia. Władze uznały jej przyznanie się za szczere, jakoby padła ofiarą dyscypliny kościelnej i polityki Watykanu. Po zakończeniu procesu siostrę zwolniono 22 września 1953 roku. W mieszkaniu operacyjnym Ministerstwa Bezpieczeństwa Publicznego nakłaniano ją, by opuściła zgromadzenie. Proponowano posadę w ministerstwie i możliwość uzyskania magisterium. Nadal była nachodzona i wzywana na przesłuchania. Została zrehabilitowana w 1957 roku. W 1992 roku uzyskała zaświadczenie Urzędu do Spraw Kombatantów i Osób Represjonowanych.
Miesiące w areszcie wywarły piętno na stanie zdrowia s. Syksty. Skierowano ja na długotrwałe leczenie. Następnie przebywała w domach zgromadzenia, pełniąc najróżniejsze funkcje. Przebywała w klasztorach służebniczek w: Pleszewie, Aleksandrowie, Gnieźnie, Kcyni, Borku Wielkopolskim, Brodnicy i Poznaniu. Pod kierunkiem prof. Jerzego Kłoczowskiego opracowała historię swego zgromadzenia na terenie Wielkopolski w okresie II wojny światowej, która ukazała się w 1985 roku.
Syksta Niklewska zmarła w Pleszewie 11 września 2000 roku. Została pochowana w Pleszewie.